# Lycosa phipsoni
Lycosa phipsoni là một loài nhện trong họ Lycosidae.
Loài này thuộc chi Lycosa. Lycosa phipsoni được Mary Agard Pocock miêu tả năm 1899.